# Constantia von Österreich

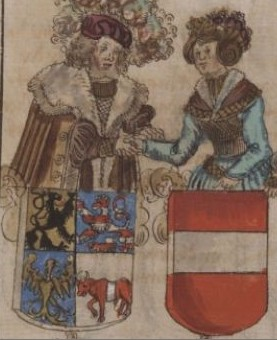
Georg Spalatin: Heinrich III. mit seiner ersten Gemahlin Constantia

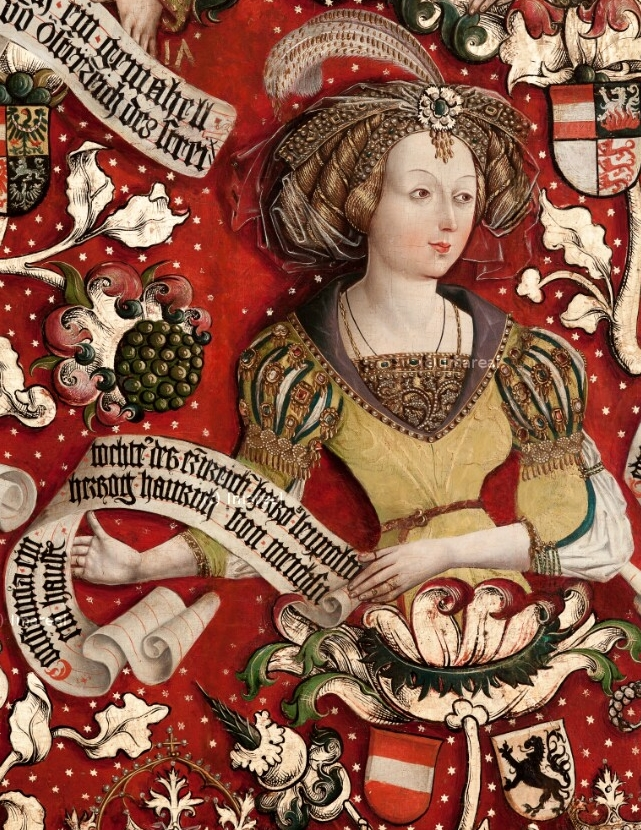
Constantia von Österreich, Markgräfin von Meissen

Constantia (Konstanze) (* 6. Mai 1212; † vor 5. Juni 1243) war die Tochter Leopolds VI. von Österreich aus dem Geschlecht der Babenberger.
Sie wurde am 1. Mai 1234 mit Heinrich dem Erlauchten (~1215–1288), Markgraf von Meißen, verheiratet. Die Hochzeit fand bei Wien und nicht in der alten Hofburg statt. Es wird vermutet, dass der Umbau der Hofburg noch nicht fertiggestellt oder sie zu klein war. Über die Hochzeit selbst geben drei Quellen Auskunft. Zwei von ihnen berichten, dass die Hochzeit in campo inuxta Stadelowe, also Stadlau, stattgefunden habe. Die dritte Quelle berichtet von der Hochzeit in aput Ringlinse, welches abgekommen ist und anstatt des heutigen Floridsdorf verwendet wurde. Die beiden Quellen, die Stadlau angeben, vermelden auch die zur Hochzeit erschienenen Gäste. Anwesend waren die Könige von Ungarn und Böhmen, der Erzbischof von Salzburg, die Bischöfe von Passau, Bamberg, Freising und Seckau. Vom weltlichen Adel waren auch noch der Markgraf von Mähren, die Herzöge von Sachsen und Kärnten und der Landgraf von Thüringen anwesend. Die Liste dieser Gäste lässt auf die große Bedeutung des babenbergischen Herzogs schließen.
Ihre Söhne mit Heinrich waren Albrecht der Entartete (1240–1314) und Dietrich von Landsberg (1242–1285). Sie starb 1243.
Im Jahr 1910 wurde in Wien-Donaustadt (22. Bezirk) die Konstanziagasse nach ihr benannt.